# Pedro Orgambide
Pedro Isaac Gdansky Orgambide (Buenos Aires, 9 de agosto de 1929-ibídem, 19 de enero de 2003) fue un escritor polígrafo argentino, exiliado en México, hermano mayor del escritor Carlos Orgambide. 

## Biografía
Aún adolescente, entre 1942 y 1945, publicó sus primeros poemas en el periódico Orientación, dirigido por Raúl González Tuñón, con quien compartió amistad. Orgambide publicó libros y ensayos en Argentina, así como mantuvo un compromiso con la cultura. Sin embargo, debió exiliarse en 1974 a México, lugar en el que permaneció activo hasta 1983. En ese año pudo regresar a la Argentina, durante el gobierno democrático de Raúl Alfonsín, como afirma Elena Poniatowska. Orgambide falleció el 19 de enero de 2003 a los 73 años en su ciudad natal a causa de un paro cardíaco. Está enterrado en el cementerio de la Chacarita, en Buenos Aires.

## Trayectoria creativa
De dilatada trayectoria creativa y compromiso social, Pedro Orgambide escribió más de 40 obras, entre novelas, teatro, cuentos, ensayos y libretos para la televisión. 
Su pasión por la música se traslada a su breve profesión como maestro de Estética en la Escuela de Danza Contemporánea de Ana Itelman en 1942. Pero donde más recaló su relación con la música fue en la composición. Orgambide escribió los textos y las letras de Eva, el gran musical argentino, dirigido por Nacha Guevara y musicado por Alberto Favero. Además, Orgambide fue bailarín de tango y folclore.

## Compromiso político
Continuando su labor política iniciada en Argentina, Orgambide trabajó con la organización guerrillera de izquierda Montoneros. A causa de sus relaciones políticas, la Junta Militar argentina prohibió su difusión cultural durante los años de la dictadura en una lista negra en la que también se encontraban Julio Cortázar, María Elena Walsh, David Viñas, Tomás Eloy Martínez, Roberto Cossa, Mercedes Sosa, Nacha Guevara, Atahualpa Yupanqui, Fernando "Pino" Solanas, Federico Luppi, Héctor Alterio, entre otros, por sus "antecedentes ideológicos marxistas".

## Exilio en México
Durante su exilio mexicano (1974-1983), no cesó su actividad literaria, cultural y política. En esos nueve años publicó varias obras narrativas. En 1975 fundó la revista Cambio, junto con Juan Rulfo, Julio Cortázar, Eraclio Zepeda, Miguel Donoso Pareja y José Revueltas, publicada por la Editorial Extemporáneos entre los años 1974 y 1976. En 1981, fundó la editorial Tierra del Fuego junto con otros escritores argentinos, David Viñas, Jorge Boccanera, Alberto Ádelach y Humberto Costantini. Asimismo, Orgambide fue profesor de Literatura en la Universidad Nacional Autónoma de México.

## Premios y reconocimientos
Algunos premios de relieve. En 1976 obtuvo en La Habana el Premio Casa de las Américas por el libro de relatos y minificciones Historias con tangos y corridos.(ex-aequo con Eduardo Mignogna), lo que provocó que al año siguiente fuera miembro del jurado. Ese mismo año recibió una mención en el Premio Nacional de Novela de México por la novela Aventuras de Edmund Ziller en tierras del Nuevo Mundo. Al año siguiente (1977), recibe el Premio Nacional de Novela de México. También obtuvo el Premio Konex - Diploma al Mérito en 1994. En 2001 fue nombrado Ciudadano Ilustre de la Ciudad Autónoma de Buenos Aires. Recibió el reconocimiento en setiembre de 2002.

## Obras

### Poesía
- Mitología de la adolescencia (1948)
- Cantares de las madres de Plaza de Mayo (1983)
- Estaba la paloma blanca (1990)

### Teatro
- Se armó la murga (1954)
- La vida prestada (1959)
- La buena familia (1961)
- Concierto para caballero solo (1963)
- Historias cotidianas y fantásticas (1965)
- Un tren o cualquier cosa (1967)
- La buena gente (1970)
- Juan Moreira Supershow (con música de Jorge Schussheim) (1972)
- Eva, el gran musical argentino (con música de Alberto Favero) (1986)
- Discepolín (con música de Atilio Stampone) (1989)
- Don Fausto (1995)

### Ensayo
- Horacio Quiroga. El hombre y su obra (1954)
- Crónica de la Argentina (1962)
- Yo, argentino (1968)
- Radiografía de Ezequiel Martínez Estrada (1970)
- Enciclopedia de la literatura argentina (1970)
- Borges y su pensamiento político (1978)
- Genio y figura de Ezequiel Martínez Estrada (1985)
- Gardel y la patria del mito (1985)
- Horacio Quiroga: una historia de vida (1994)
- Ser argentino (1996)
- Un puritano en el burdel. Ezequiel Martínez Estrada o el sueño de una Argentina Moral (1997)
- El hombre de la rosa blindada. Vida y poesía de Raúl González Tuñón (1998)
- Poética de la política (1998)
- Diario de la crisis (2002)
- Una literatura solidaria (2003)

### Novela
- El encuentro (1957)
- Las hermanas (1959) (Faja de Honor otorgada por la Sociedad Argentina de Escritores)
- Memorias de un hombre de bien (1964)
- El páramo (1965)
- Los inquisidores (1967)
- Hotel familias, seguido de Confesiones de un poeta de provincia (1972)
- Aventuras de Edmund Ziller en tierras del Nuevo Mundo (1976) (mención del Premio Nacional de Novela de México)
- El arrabal del mundo (1983) (“Trilogía de la memoria”, 1)
- Hacer la América (1984) (“Trilogía de la memoria”, 2)
- Pura memoria (1985) (“Trilogía de la memoria”, 3)
- Todos teníamos veinte años (1985)
- La convaleciente (1987)
- Un amor imprudente (1994)
- El escriba (1996)
- Un caballero en las tierras del sur. La gran aventura del Perito Moreno, temerario explorador, científico y pionero de la Patagonia (1997)
- Una chaqueta para morir. El fusilamiento de Dorrego (1998)
- Memorias de un hombre de bien (1998)
- Leandro N. Alem o la noche es buena para el adiós (2000)
- Buenos Aires: la novela (2001)
- La Bella Otero: Reina del varieté (2001)
- El maestro de Bolívar: Simón Rodríguez, el utopista (2002)
- Un tango para Gardel (2003)

### Cuento
- Historias cotidianas y fantásticas (1965)
- Historias con tangos y corridos (1976) (Premio Casa de las Américas 1976)
- La mulata y el guerrero (1986)
- Historias imaginarias de la Argentina (1986)
- Mujer con violoncello (1993)
- Cuentos con tango (1998)

### Literatura infantil y juvenil
- Godofredo y los oficios de la Edad Media (1959) (Colección Libritos Sabios, Serie "El Monito Sabio", Editorial Abril, n.º 375) [9]
- Así se escribe (1959) (Colección Libritos Sabios,  Serie "El Monito Sabio", Editorial Abril, n.º 386) [9]
- Che amigos (1991)
- Estaba la paloma blanca (con Myriam Holgado) (1990)
- El negro Tubua y la Tomasa (1992)
- Las botas de Anselmo Soria (1992)
- Celebración. Crónica del General que cumplía cien años (igual que la Patria) y de las imprevistas aventuras que sucedieron en aquel día memorable (1993)

### Volúmenes que incluyen textos de Orgambide
- Crónicas para las fiestas (1965)
- Crónicas de la burguesía (1966)
- Crónicas del psicoanálisis (1966)
- El caso argentino. Hablan sus protagonistas (1977)
- La otra mirada. Antología del microrrelato hispánico (2005), editada por David Lagmanovich.

## Filmografía

### Como guionista
- Temporal (2002)

### Como autor
- Dale nomás (1974), filme basado en los cuentos “En la recova” (Héctor Lastra), “El olvido” (Mario Benedetti), “Un kilo de oro” (Rodolfo Walsh), y “Falta una hora para la sesión” (Pedro Orgambide).